# Балакирев, Иван Андреевич
Ива́н Андре́евич Бала́кирев (? — 1546, Борзня) — московский боярин и воевода на службе у царя Ивана Грозного.

## Биография
Представитель рода Балакиревых, потомок в V поколении родоначальника Балакирева Тихона. Единственный сын Балакирева Андрея Кондратьевича, служившего при дворе и войске Ивана III.
Упоминается в 1544 году, был воеводой в Казанском походе, в своём подчинении имел Ертаульский полк, после похода был с войском послан под город Борзню. «Погиб на поле брани в приход крымских людей».

## Дети
У Ивана Андреевича 5 сыновей, каждый из которых основал свою ветвь рода:
- Климентий упоминается в 1578 году, как боярин и помещик в городе Коломна;
- Прокофий имел поместье в Сухотино, на речке Сушке в Рязанской губернии, умер в 1608 году;
- Василий — Московский боярин;
- Максим — Владимирский помещик;
- Симон — Московский боярин

В некоторых источниках, в том числе в книге князя Долгорукова можно встретить данные о том, что его отчество Васильевич, однако Степан Васильевич Балакирев (прадед Милия Алексеевича Балакирева) представил поколенную роспись перед Сенатом Герольдмейстерских дел, на основании которой, были исправлены ошибки в родословной Балакиревых.